# Gilberto Palacios de la Rosa

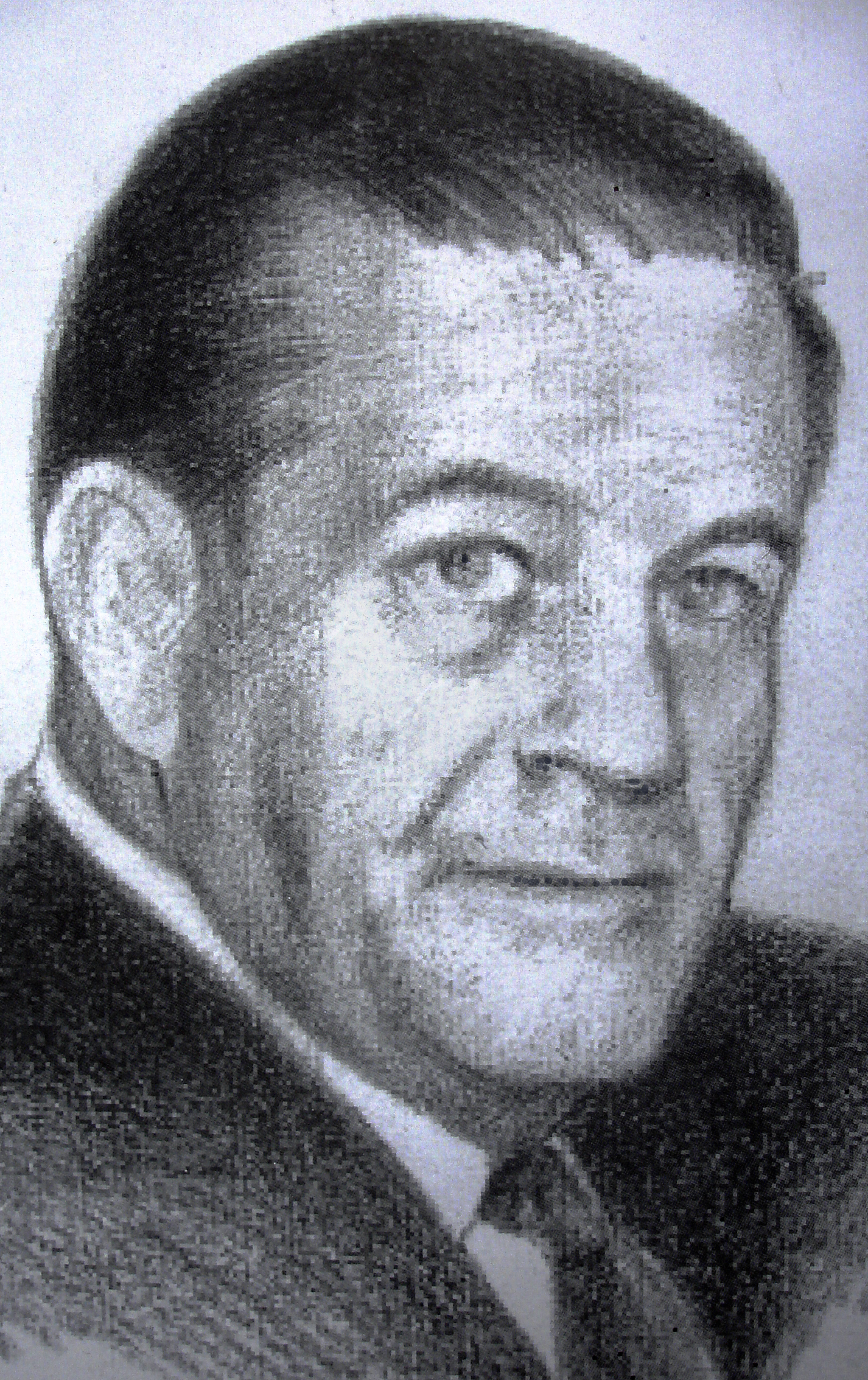

Gilberto Palacios de la Rosa (17 de septiembre de 1913, San Hipólito Xochiltenango, Puebla, México - 2 de julio de 1973, Chapingo, México) fue un ingeniero agrónomo y científico mexicano. Dedicó su vida a la investigación y la academia agrícola en México. Su labor en la selección genética de las plantas y la formación de variedades sintéticas, fueron los pilares de la llamada revolución verde, la cual transformó la estructura mexicana de suministro alimenticio.
Durante tres períodos, fue director de la Escuela Nacional de Agricultura (ENA, hoy Universidad Autónoma Chapingo).
Sus aportes a la investigación sobre el árbol del hule y la planta del maíz, desde la colecta del material genético en Asia, hasta la selección de los clones más productivos en las condiciones de México y la combinación de esta característica con la de resistencia a enfermedades; sentaron precedentes en la investigación genética en México por su aplicación a esquemas productivos que modificaron la situación agrícola del país. Su inserción en la investigación genética del maíz trajo como resultado la selección recurrente de líneas de maíz mejorado, la introducción del carácter amarillo, la generación de híbridos resistentes a la sequía y la formación de variedades sintéticas, encaminadas a que los agricultores no tuvieran que comprar semilla cada año.

## Biografía
Siendo el quinto hijo de seis hermanos, Gilberto Palacios de la Rosa nació en el poblado de San Hipólito Xochiltenango, aunque creció a 5 km de allí, en Tepeaca, Puebla, donde su padre era el administrador de la hacienda del Rosario. Probablemente debido al asedio que sufrieron por parte de las fuerzas revolucionarias, en 1919 la familia se traslada nuevamente a San Hipólito, y luego a Zacatelco.
En 1929, Palacios solicitó su ingreso a la Escuela Nacional de Agricultura (ENA), pero fue rechazado por no ser hijo de agricultor, en ese entonces requisito indispensable para el ingreso. A continuación, emigró a la Ciudad de México para estudiar en el Colegio de San Ildefonso y en la Escuela Nacional de Medicina, además de trabajar como periodista. Volvió a solicitar su ingreso a la ENA en 1935, y esta vez fue aceptado gracias a la intercesión del presidente Lázaro Cárdenas. La ENA era una escuela militarizada, por lo que Palacios obtuvo el grado de Teniente de Infantería al mismo tiempo que recibe el título de Ingeniero Agrónomo, con especialidad en Fitotecnia, en 1941.
Al año siguiente, Palacios se casó con Amelia Rangel en Tezonapa, Veracruz. El matrimonio tendría cuatro hijos. Entre 1942 y 1947, Palacios trabajó en el Campo Agrícola Experimental de Hule "El Palmar" en Veracruz, donde, además de sus labores administrativas, se dedicó a la investigación del cultivo del hule en la zona. En Veracruz, Palacios contrajo el paludismo, lo cual le obligó a abandonar a "el Palmar", y emigrar de regreso a Chapingo. En 1947, Palacios ingresó a la Oficina de Estudios Especiales (OEE), Sección de Maíz del campo experimental "el Horno", en Chapingo, y comenzó sus investigaciones en la genética del maíz, que transformarían el panorama agrícola de esta especie. Las actividades de investigación fueron complementadas en 1951 con labor docente en la ENA, donde Palacios impartió las cátedras Genética general, y Genética vegetal aplicada. Posteriormente, Palacios impartió también las cátedras Experimentación Agrícola, Ecología y Parasitología, entre otras.
En 1957, la investigación de Palacios lo llevó a seleccionar la línea de Zea mays híbrido Michoacán 21 Compuesto 1-104. Esta línea fue utilizada para desarrollar el maíz resistente a la sequía cuyo desarrollo continúa en el siglo XXI, y es considerada por especialistas como la contribución más destacada de Palacios.
En 1964, tomó el cargo de Director de la ENA, en calidad de interino. El cargo de Director era muy inestable, habiendo existido catorce directores diferentes en treinta años. Palacios fue ratificado en el cargo el 28 de abril de 1965. Al ser ratificado dos veces más en 1968 y 1971, Palacios ocuparía esta posición hasta su muerte en 1973, dando así a la ENA un período de estabilidad que no se ha vuelto a repetir. Durante su gestión, la escuela fue desmilitarizada, se cambiaron los planes de estudio, se regularizó el acceso de mujeres a la escuela, y se dieron los primeros pasos para transformar a la ENA en la Universidad de Chapingo.
Palacios falleció repentinamente en junio de 1973. Es el único exdirector de Chapingo cuyos restos descansan en el campus universitario.

## Trabajo científico
La investigación agrícola en México sufrió un período de modernización que comenzó en la década de 1920 y se consolidó durante las dos décadas siguientes. La ENA se mudó a su campus actual en 1923, para convertirse en el centro de investigación en ciencias agrícolas más importantes del país, y con apoyo gubernamental se destinaron terrenos exclusivamente para la investigación. En 1924, el profesor Pandurang Khankojen introduce en México la investigación en genética, la cual tuvo impacto directo en la forma en que se desarrollaba la investigación y experimentación agrícola. Surgió entonces la primera generación de genetistas mexicanos, entre los que se encontraba Palacios de la Rosa.
Palacios comenzó su actividad profesional investigando la genética del hule. Sin embargo, después de cinco años cambió su objeto de estudio por el maíz, gramínea de alta importancia para el país, tanto económica como socialmente.
Al enfocarse al maíz, Palacios resaltaba que su intención fue trabajar con aquellas plantas que han resistido períodos de sequía en ciertas regiones con problemas de precipitación; las cuales son comúnmente asociadas con los productores de temporal, o cuyas parcelas son ejidales y con poca superficie. Comenzó con un amplio análisis de las variables que intervienen en el proceso productivo del maíz, contemplando el régimen pluviométrico del país y la distribución geográfica de la especie. Además, contempló al número de productores que tenían sus parcelas en zonas de baja precipitación. La conclusión principal del análisis preliminar, resaltaba la importancia de los híbridos del maíz que resistirían mejor a las heladas, los cambios en las lluvias y la magnitud relativa de la superficie de cultivo. Esta resistencia está dada por características como la latencia, mediante la cual una planta puede suspender su desarrollo al haber sequía, y continuarlo al volver la lluvia; y la precocidad, mediante la cual es posible que una planta acelere su desarrollo en un breve período, escapando así a las sequías y las heladas.
Palacios clasificó al territorio y al maíz que se necesitaba en cuatro áreas:
- Lugares con breves períodos de lluvia (maíces precoces y tolerantes a sequías)
- Lugares con lluvia escasa y canícula enérgica (maíces latentes con tolerancia a sequías)
- Lugares con canícula enérgica (maíces con alta concentración de genes para el carácter latente)
- Lugares con problemas de heladas (maíces resistentes a las bajas temperaturas)

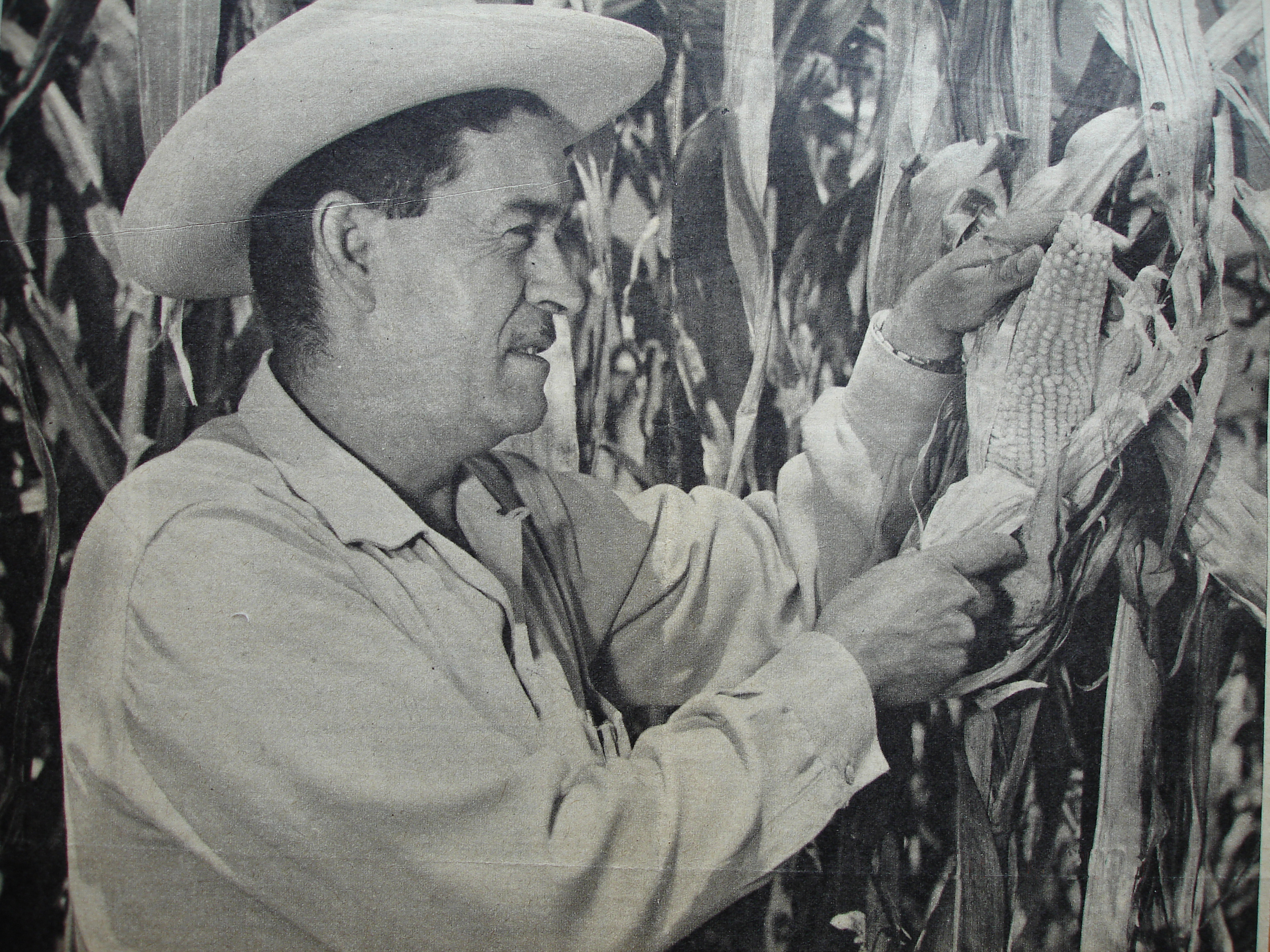
Palacios de la Rosa en el campo de maíz.

La metodología más utilizada fue la selección recurrente, donde se seleccionaba una aptitud combinatoria específica y se efectuaban autofecundaciones que enfatizaban la uniformidad del producto, garantizando poca variabilidad genética. Esta técnica, refinada de la propuesta por Comstock et al. en 1949, cruzaba líneas derivadas obtenidas anteriormente, con otras de una población de la que no proceden. De este modo se evaluaba que las líneas obtenidas tuvieran buena aptitud combinatoria general.
En 1946, se obtuvo la variedad de maíz Michoacán 21. Ésta se trabajó experimentalmente para obtener semillas mestizas, con alta capacidad combinatoria; y se siguieron realizando cruzadas con las semillas resultantes. En 1957, se obtuvieron líneas que resistieron a uno de los años más secos en décadas. Estas líneas manifestaron su latencia al dar una apariencia marchita y sin crecimiento durante largo tiempo, pero cuyo período de letargo era controlable con bajo suministro de agua. De las líneas separadas en 1957, se derivaron una serie de planes y programas de adaptación de los maíces de temporal, produciendo los híbridos resistentes a sequía como el H-27 y H-28.
En 1963, la selección continua de Palacios desarrolló los híbridos temporaleros H-24 y H-28 para valles altos, adecuados para crecer en altitudes de 2.000 a 2.600 m s. n. m. La característica principal de estos híbridos es su resistencia a las bajas temperaturas, que en esas zonas podían llegar a -7 °C.

## Información complementaria
- Palacios de la Rosa fue miembro de la Sociedad Latinoamericana del Maíz, la Sociedad Mexicana de Historia Natural, la Sociedad Agronómica Mexicana, y el Colegio de Ingenieros Agrónomos
- Asesoró 180 tesis profesionales en la ENA
- Fue director general de la ENA en los períodos 1965-1968, 1968-1971, y 1971-1973.
- Entre los homenajes que se le han rendido, destaca el efectuado en octubre de 1993, por la Universidad Autónoma Chapingo (UACH)
- La UACH otorga bianualmente el premio "Ing. Gilberto Palacios de la Rosa" al mejor trabajo de tesis profesional; recibido por el tesista y su asesor académico
- En su honor, existe una Colonia en el Estado de México llamada Gilberto Palacios de la Rosa, con el código postal 56230.